# Bartha Dénes (zenetörténész)
Nagyőri Bartha Dénes (Budapest, 1908. október 2. – Budapest, 1993. szeptember 7.) magyar zenetörténész, a Zenei lexikon második kiadásának főszerkesztője, a Magyar Tudományos Akadémia levelező tagja.

## Életpályája
Édesapja Bartha Richárd kabinetiroda-főnök, édesanyja Imling Paula, Imling Konrád igazságügyi államtitkár leánya volt. 1930-ban a berlini tudományegyetemen – a Collegium Hungaricum ösztöndíjasaként – zenetudományból bölcsészdoktori oklevelet, majd 1935-ben zenetörténet tárgykörből magántanári képesítést szerzett.
A Magyar Nemzeti Múzeum Könyvtárában könyvtáros segédtiszt, majd a Történeti Tár Zenei Gyűjteményének őre volt 1930 és 1942 között. 1935 és 1941 között a Zeneművészeti Főiskola óraadó tanára volt. A Magyar Zenei Szemle szerkesztője (1941–1944). A Pázmány Péter Tudományegyetem, illetve az ELTE magántanára (1935–1951). 
A második világháború után a Liszt Ferenc Zeneművészeti Főiskolán az egyetemes zenetörténet (1945–1952), az esztétika rendes tanára (1945–1952), egyetemi tanára (1952–1979), 1952-től a Zenetudományi Tanszak vezetője volt. A Székesfővárosi Zenekar művészeti igazgatója (1947–1949). 1959-től a Haydn-összkiadás bizottsági tagja volt; ennek kertében közzétette Haydn La Canterina című operájának kritikai kiadását 1959-ben. Az USA-ban a Smith College (1964), a Harvard Egyetem (1964–1965), a Pittsburgh-i Egyetem (1966–1967 és 1969–1979), a seattle-i Washington Egyetem vendégprofesszora (1980–1981). 1990-ben a Magyar Tudományos Akadémia levelező tagjává választották. 
1956 október-novemberében a Zeneművészeti Főiskola forradalmi bizottságának elnöke volt.

## Kutatási területe
Pályáját régi zenetörténeti kutatásokkal kezdte. 1930-ban, Berlinben megvédett doktori disszertációja a 16. századi stílustörténettel foglalkozott, a flamand zeneszerző és énekes, Benedictus Appenzeller műveit vizsgálta. Minden bizonnyal a régi zenetörténet iránti érdeklődése fordította figyelmét a Magyarországon fennmaradt régi zenei források felé: a harmincas években a jánoshidai avarkori kettőssípról jelentetett meg úttörő tanulmányt (Archeologia Hungarica XIV, Magyar Történeti Múzeum, 1934), közreadta Szalkai érsek 1490-es zenei jegyzeteit (Országos Széchényi Könyvtár, 1934) és hasonló közreadást készített a 18. század kollégiumok magyar dallamaiból (Magyar Tudományos Akadémia, 1935). Már ekkor elkezdett foglalkozni Haydn és Beethoven életművével is, utóbbiról 1939-ben monográfiát is publikált (Franklin Kiadó). Beethoven életművének vizsgálata végigkísérte pályáját: 1956-ban Beethoven és kilenc szimfóniája címmel jelentetett meg egy kötetet, amellyel elnyerte az MTA Doktora címet; e monográfia 1970-ben bővített és átdolgozott kiadásban is megjelent. A Zeneakadémiai oktatójaként szembesült a zenetörténeti összefoglaló kézikönyvek hiányával: már 1935-ben kétkötetes egyetemes zenetörténetet adott közre, egy évvel később pedig Erdély zenetörténetéről készített összefoglalást. Magyarul és németül is publikált a magyar zenetörténet egyes korszakairól. A kor zenetudományának legmeghatározóbb irányzatát követve elsősorban stíluselemző-stíluskritikai megközelítésű tanulmányokat írt, ám ehhez – főként azért, mert Magyarországon a zenetudományi kutatás ekkor még gyermekcipőben járt – másik fő tudományos vonulatként a magyar zenetörténeti források feltárása és közreadása, azaz a zenefilológiai munka társult. 
Életpályáján a tudományos szakmunka és az ismeretterjesztő tevékenység ugyanakkor sosem vált el élesen egymástól: az 1936-os Liszt-évfordulóhoz kapcsolódóan Liszt Ferencről állított össze kiállítást, valamint 1939 és 1944 között a Pester Lloyd zenekritikusaként tevékenykedett, 465 zenekritikát írt. Ismeretterjesztő munkájának meghatározó elemét képezte a zeneakadémiai zenetörténet-tanítás is. Ennek részeként állította össze 1948-ben A zenetörténet antológiája című példatárat (Magyar Kórus; új, átdolgozott kiadása: Zeneműkiadó 1974), amely mindmáig az 1750 előtti zenetörténet és zeneelmélet oktatásának alapját képezi. Az antológia koncepciója nemzetközileg is igen haladó megközelítést képvisel. Hasonló jelentősége van a Zeneakadémia másodéves diákjai számára írott, a bécsi klasszika nagyjainak életművét bemutató zenetörténeti jegyzeteinek (Általános zenetörténet. Összefoglaló jegyzet: II. évfolyam; Haydn, Mozart, Beethoven, Budapest, 1962). A Zeneakadémia Zenetudományi Tanszékét Szabolcsi Bencével közösen hozták létre 1951-ben, ő volt a tanszék első vezetője.  
Bár 1956-ban Bachról is megjelentetett egy monográfiát, kutatásainak középpontjában elsősorban a bécsi klasszika zeneszerzői álltak. Itt is, akárcsak a régi magyar zenetörténet esetében, az életpályát egyszerre jellemzik a tudományos közreadások – köztük a Haydn-összkiadás (Joseph Haydns Werke) számára Vécsey Jenővel közösen készített operaközreadások (La canterina, Le Pescatrici, L’infedelta delusa), Haydn leveleinek közreadása, valamint a mindmáig, nemzetközi szinten is alapműként számontartott két dokumentumközreadás: a Somfai Lászlóval közösen kiadott Haydn als Opernkapellmeister. Die Haydn-Dokumente der Eszterházy-Opernsammlung (Akadémiai Kiadó, 1960) és a Révész Dorrittal közösen kiadott  Joseph Haydn élete képekben és dokumentumokban (1969, 2008). A magyarországi Haydn-kutatást – és Bartha Dénes, valamint tanítványa, Somfai László munkásságát – elsősorban az tehette nemzetközileg is ismertté, hogy az Országos Széchényi Könyvtár zeneműtára (ahol Bartha, majd Somfai is dolgozott) nagyszámú primer forrást őrzött meg a zeneszerző pályafutásából.
Bartha Dénes kései elemző írásai, amelyek a magyarországi primer források ihlető közegétől távol, immár Amerikában születtek, elsősorban tematikai-formálási kérdésekkel foglalkoznak a bécsi klasszikus szerzők életművében. Bartha érdeklődését a tematikus alakzatok, a periodikus struktúrák, az általa „Quatrain-Modellnek” elnevezett formálási mód és a dalforma szabályszerűségeinek használata keltette fel Haydn, Mozart és Beethoven műveiben (Drei Finale-Themen von Beethoven, 1971; Liedform-Probleme, 1972, Das Quatrain-Modell in Mozarts Perioden- und Liedform-Strukturen, 1978/1979).   

## Társadalmi szerepvállalása
Az Magyar Tudományos Akadémia Zenetudományi Bizottság tagja (1951-től). A Liszt Ferenc Társaság választmányi tagja; a Nemzetközi Zenetudományi Társaság elnökségi tagja (1961-1977). 

## Díjai, elismerései
- Akadémiai Jutalom (1961)
- Dent-érem (Nemzetközi Zenetudományi Társaság, 1963)
- Erkel Ferenc-díj (1969)
- Állami Díj (1988)

## Szerkesztői tevékenysége
A Musicologica Hungarica című sorozat szerkesztője volt Isoz Kálmánnal 1934 és 1941 között. A Pester Lloyd zenei rovatvezetőjeként és kritikusaként dolgozott 1939 és 1944 között. A Magyar Zenei Szemle (1941-1944), illetve a Zenei Szemle szerkesztője (Szabolcsi Bencével, 1947–1948). A zenetörténet kézikönyvei szerkesztője (1947–1948). A Zenei lexikon főszerkesztője (I–III. Bp., 1965).

## Főbb művei
- Benedictus Ducis und Appenzeller. Ein Beitrag zur Stilgeschichte des XVI. Jahrhunderts (Egyetemi disszertáció, Wolfenbüttel, 1930)
- Probleme der Chansongeschichte (1931)
- A jánoshidai avarkori kettőssíp (Archaeologica Hungarica, 1934; németül is)
- Szalkai érsek zenei jegyzetei 1490-ből (Musicologica Hungarica, 1934)
- A népköltés kutatásának új feladatai (Bp., 1934)
- Egyetemes zenetörténet. Stílustörténeti összefoglalás. 1-2. (Bp., 1935)
- Az összehasonlító zenetudomány új célkitűzései (Bp., 1935)
- Erdély zenetörténete (Történeti Erdély. Bp., 1936)
- Franz Liszt. Sein Leben in Bildern (Leipzig, 1936)
- Studien zum musikalischen Schrifttum des XV. Jahrhunderts (Leipzig, 1936)
- Magyar népzene gramofonlemezeken (Magyar Szemle, 1937)
- Beethoven (Bp., 1939)
- A magyar zenetörténet első fejezete (Magyar művelődéstörténet. I. Bp., 1939)
- A renaissance-kor zenéje (Magyar művelődéstörténet. II. Bp., 1940)
- Magyar zenekultúra a török hódoltság korában (Magyar művelődéstörténet. III. Bp., 1941)
- Untersuchungen zur ungarischen Volksmusik. 1-2. (Leipzig, 1941)
- Die ungarische Musik. Kodály Zoltánnal (Bp.–Leipzig–Milano, 1943)
- Pelléas és Mélisande. Tanulmány és ismertetés (Bp., 1944)
- A zenetörténet antológiája. Régi mesterek zenéje 1750-ig (Bp., 1948; 2. jav. és bőv. kiad. 1974; 3. jav. és bőv. kiad. 1986)
- Johann Sebastian Bach (Bp., 1956; 3. bőv. kiad. 1967)
- Beethoven kilenc szimfóniája (Bp., 1956; 3. jav. kiad. 1975)
- Beethoven szimfonikus művészete. Doktori értekezés (Bp., 1957)
- A „Sieben Worte” változatainak keletkezése az Esterházy- gyűjtemény kéziratainak tükrében (Zenetudományi tanulmányok. 8. Bp., 1960)
- Joseph Haydn élete dokumentumokban. Révész Dorrittal (Bp., 1961; 2. kiad. 1970)
- szerk.: A XVIII. század magyar dallamai. Énekelt versek a magyar kollégiumok diák-melodiáriumából. 1770–1800 (Bp., 1935)
- Liszt Ferenc-emlékkiállítás. Leíró lajstrom (Bp., 1936; franciául is)
- Ötödfélszáz énekek. Pálóczi Horváth Ádám dalgyűjteménye az 1813. évből. Szerk., a bevezető tanulmányt írta. Kiss Józseffel (Bp., 1953)
- Haydn als Opernkapellmeister. Die Haydn- Dokumente der Esterházy-Opernsammlung. Somfai Lászlóval (Bp., 1960)
- Bericht über die internationale Konferenz zum Andenken Josephs Haydns. Szabolcsi Bencével (Bp., 1961)
- Joseph Haydn: Gesammelte Briefe und Aufzeichnungen. Szerk., a bevezető tanulmányt írta (Bp., 1965)
- szerk. és utószó Geiringer, Karl: Joseph Haydn című írásához (Bp., 1969)
- Joseph Haydn élete dokumentumokban; vál., szerk. Bartha Dénes, ford. Révész Dorrit; 3. bőv. kiad.; Európa, Bp., 2008 + CD
- Zenekritikák a Pester Lloydban, 1939–1944; tan., vál., ford. Scholz Anna; MMA, Bp., 2022 (Kor – kultúra – kapcsolódás)